# Lebküchnerhaus

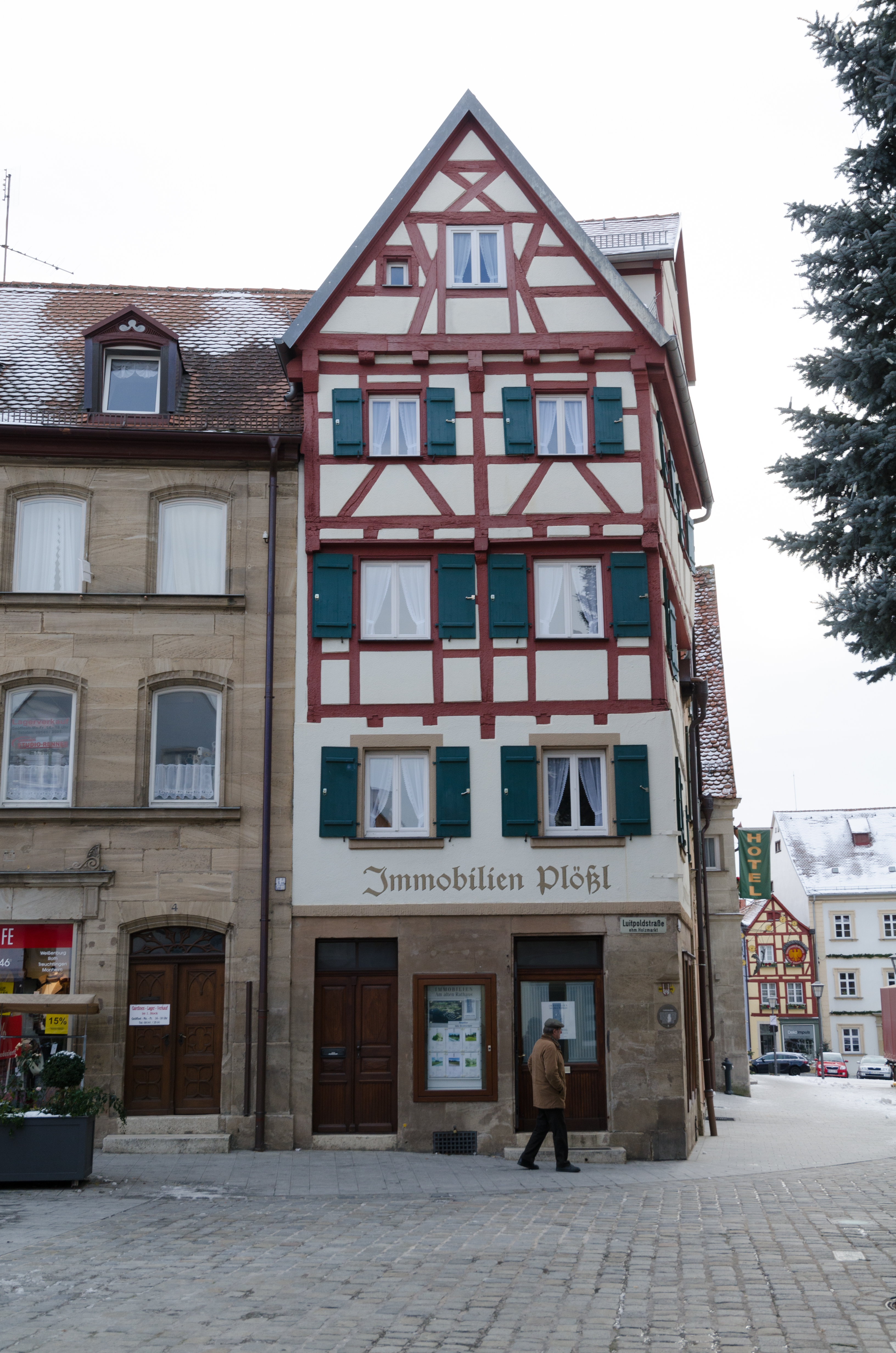
Das Lebküchnerhaus von der Luitpoldstraße aus (aufgenommen im Dezember 2012)

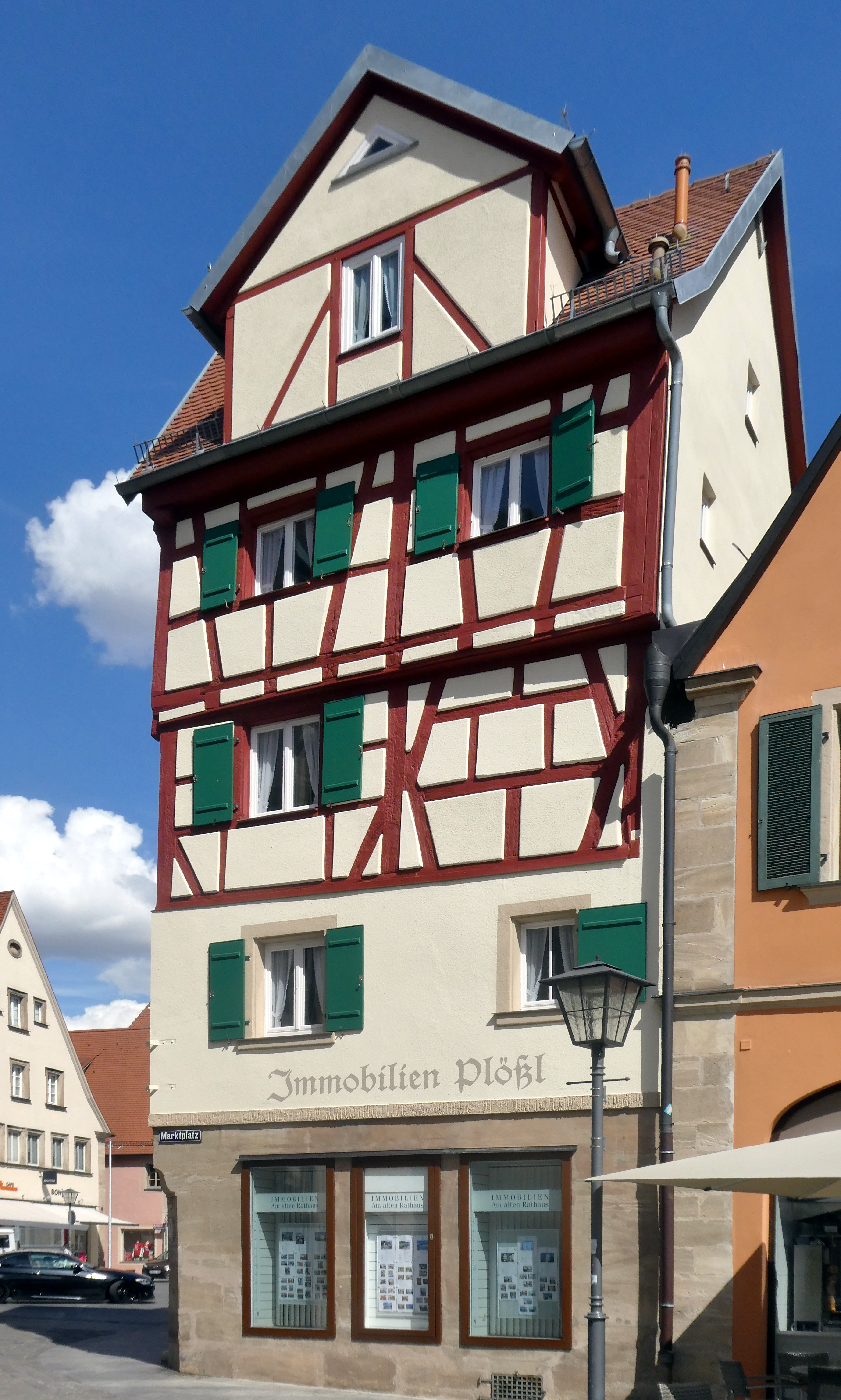
Das Haus vom Weißenburger Marktplatz aus

Das Lebküchnerhaus ist ein Bürgerhaus mit Fachwerk innerhalb der denkmalgeschützten Altstadt von Weißenburg in Bayern, einer Großen Kreisstadt im mittelfränkischen Landkreis Weißenburg-Gunzenhausen. Das Gebäude mit der Adresse Luitpoldstraße 2 ist unter der Denkmalnummer D-5-77-177-234 als Baudenkmal in die Bayerische Denkmalliste eingetragen.
Das Haus befindet sich umgeben von weiteren denkmalgeschützten Bauwerken gegenüber dem Alten Rathaus, in der Engstelle zwischen Luitpoldstraße und dem Marktplatz auf einer Höhe von 424 Metern über NHN.
Das schmale, viergeschossige Fachwerkgiebelbau mit vorkragendem Obergeschoss wurde um das Jahr 1558 gebaut. 1845, 1873 und 1899 wurde das Gebäude umgebaut. Bis ins 20. Jahrhundert befanden sich im Gebäude mehrere Kleingewerbetreibende, darunter eine Lebküchnerei, was dem Haus seinen Namen gegeben hat. Das Haus hat einen Satteldach. Das Erdgeschoss ist aus Stein gebaut. Die Streben des Fachwerks sind in K-Form angeordnet. 1999 gab es eine große Sanierung.
Das Lebküchnerhaus ist bekannt für seine relativ kleine Grundfläche. Deswegen wurden die Obergeschosse vorkragend angelegt.